# Judas Iscariot (banda)
Judas Iscariot foi uma banda norte americana formada em 1992. Suas influências notórias são as bandas da Noruega como Burzum e Darkthrone. Suas letras são diretamente influenciadas pelo niilismo.
Akhenaten ainda tocou na banda de black/death metal Sarcophagus, e na de black metal Weltmacht. Akhenaten hoje em dia vive na Alemanha.
A banda acabou em 25 de Agosto de 2002.

## Integrantes
- Akhenaten - vocal, guitarra e baixo
- Cryptic Winter - bateria

## Discografia
- The Cold Earth Slept Below - 1995
- Thy Dying Light - 1996
- Of Great Eternity - 1997
- Heaven in Flames - 1999
- Distant in Solitary Night - 1999
- Dethroned, Conquered, And Forgotten - 2000
- Under the Black Sun - 2000
- Moonlight Butchery EP - 2001
- To Embrace the Corpses Bleeding - 2002
- Midnight Frost (To Rest With Eternity) - 2003